# Lissosculpta alecto
Lissosculpta alecto là một loài tò vò trong họ Ichneumonidae.